# Copa Libertadores da América de 1988
A Copa Libertadores da América de 1988 foi a 29.ª edição da competição de futebol realizada todos os anos pela Confederação Sul-Americana de Futebol (CONMEBOL). Equipes das dez associações sul-americanas participaram do torneio. Nesta edição, houve mudanças no sistema de disputa da competição. A partir da segunda fase foi introduzido o sistema eliminatório com jogos de ida e volta, sendo que o campeão do ano anterior entrava na disputa na terceira fase, e não mais nas semifinais.
O Nacional conquistou o seu terceiro título da competição ao superar o Newell's Old Boys. O clube uruguaio derrotou o argentino na partida de volta realizada no Estádio Centenário, em Montevidéu, por 3 a 0; na partida de ida, no Gigante de Arroyito, vitória do Newell's Old Boys por 1 a 0.
Com o título, o clube pôde disputar a Copa Intercontinental de 1988, contra o PSV Eindhoven, dos Países Baixos, campeão da Liga dos Campeões da UEFA de 1987-88.

## Equipes classificadas
| País                                | Equipe                 | Classificação                                   |
| ----------------------------------- | ---------------------- | ----------------------------------------------- |
| Argentina · (2 vagas)               | Newell's Old Boys      | Campeão Argentino 1988                          |
| Argentina · (2 vagas)               | San Lorenzo            | Campeão da Pré-Libertadores 1988                |
| Bolívia · (2 vagas)                 | Bolívar                | Campeão Boliviano 1987                          |
| Bolívia · (2 vagas)                 | Oriente Petrolero      | Vice-campeão Boliviano 1988                     |
| Brasil · (2 vagas)                  | Sport                  | Campeão Brasileiro de 1987                      |
| Brasil · (2 vagas)                  | Guarani                | Vice-campeão Brasileiro de 1987                 |
| Chile · (2 vagas)                   | Universidad Católica   | Campeã Chilena 1988                             |
| Chile · (2 vagas)                   | Colo-Colo              | Campeão da Pré-Libertadores 1988                |
| Colômbia · (2 vagas)                | Millonarios            | Campeão Colombiano 1987                         |
| Colômbia · (2 vagas)                | América de Cali        | Vice-campeão Colombiano 1987                    |
| Equador · (2 vagas)                 | Barcelona de Guayaquil | Campeão Equatoriano 1987                        |
| Equador · (2 vagas)                 | Filanbanco             | Vice-campeão Equatoriano 1987                   |
| Paraguai · (2 vagas)                | Cerro Porteño          | Campeão Paraguaio 1987                          |
| Paraguai · (2 vagas)                | Olimpia                | Vice-campeão Paraguaio 1987                     |
| Peru · (2 vagas)                    | Universitario          | Campeão Descentralizado 1987                    |
| Peru · (2 vagas)                    | Alianza Lima           | Vice-campeão Descentralizado 1987               |
| Uruguai · (2 vagas + atual campeão) | Peñarol                | Campeão da Libertadores 1987                    |
| Uruguai · (2 vagas + atual campeão) | Montevideo Wanderers   | Campeão da Mini-Liga Pré-Libertadores 1987      |
| Uruguai · (2 vagas + atual campeão) | Nacional               | Vice-campeão da Mini-Liga Pré-Libertadores 1987 |
| Venezuela · (2 vagas)               | Marítimo               | Campeão Venezuelano 1987                        |
| Venezuela · (2 vagas)               | Deportivo Táchira      | Vice-campeão Venezuelano 1987                   |

## Fase de grupos
A Fase de grupos foi disputada entre 1º de julho e 26 de agosto. As duas melhores equipes de cada grupo se classificaram para a segunda fase. O Peñarol, do Uruguai, classificou-se diretamente à terceira fase, por ter sido o campeão de 1987. Em caso de empate, uma partida de desempate seria realizada para determinar a classificação.

### Grupo 1
| Equipe               | Pts | J | V | E | D | GP | GC | SG |
| -------------------- | --- | - | - | - | - | -- | -- | -- |
| Universidad Católica | 10  | 6 | 4 | 2 | 0 | 9  | 4  | +5 |
| Colo-Colo            | 9   | 6 | 4 | 1 | 1 | 7  | 3  | +4 |
| Marítimo             | 3   | 6 | 0 | 3 | 3 | 2  | 5  | -3 |
| Deportivo Táchira    | 2   | 6 | 0 | 2 | 4 | 2  | 8  | -6 |

|                      | UCA | COL | MAR | TAC |
| -------------------- | --- | --- | --- | --- |
| Universidad Católica | –   | 1–0 | 2–1 | 3–1 |
| Colo-Colo            | 2–2 | –   | 1–0 | 2–0 |
| Marítimo             | 0–0 | 0–1 | –   | 1–1 |
| Deportivo Táchira    | 0–1 | 0–1 | 0–0 | –   |

### Grupo 2
| Equipe                 | Pts | J | V | E | D | GP | GC | SG |
| ---------------------- | --- | - | - | - | - | -- | -- | -- |
| Newell's Old Boys      | 8   | 6 | 2 | 4 | 0 | 5  | 1  | +4 |
| San Lorenzo            | 8   | 6 | 3 | 2 | 1 | 6  | 4  | +2 |
| Barcelona de Guayaquil | 7   | 6 | 3 | 1 | 2 | 9  | 8  | +1 |
| Filanbanco             | 1   | 6 | 0 | 1 | 5 | 5  | 12 | -7 |

|                        | NOB | SLO | BAR | FIL |
| ---------------------- | --- | --- | --- | --- |
| Newell's Old Boys      | –   | 0–0 | 3–0 | 1–0 |
| San Lorenzo            | 0–0 | –   | 2–1 | 2–0 |
| Barcelona de Guayaquil | 0–0 | 2–0 | –   | 4–2 |
| Filanbanco             | 1–1 | 1–2 | 1–2 | –   |

| Jogo de desempate | Placar |
| ----------------- | ------ |
| Newell's Old Boys | 1      |
| San Lorenzo       | 0      |

### Grupo 3
| Equipe               | Pts | J | V | E | D | GP | GC | SG |
| -------------------- | --- | - | - | - | - | -- | -- | -- |
| América de Cali      | 9   | 6 | 4 | 1 | 1 | 8  | 6  | +2 |
| Nacional             | 8   | 6 | 3 | 2 | 1 | 8  | 7  | +1 |
| Millonarios          | 4   | 6 | 2 | 0 | 4 | 14 | 12 | +2 |
| Montevideo Wanderers | 3   | 6 | 1 | 1 | 4 | 3  | 8  | -5 |

|                      | AME | CNF | MIL | MWA |
| -------------------- | --- | --- | --- | --- |
| América de Cali      | –   | 0–0 | 2–1 | 1–0 |
| Nacional             | 2–0 | –   | 4–1 | 1–0 |
| Millonarios          | 2–3 | 6–1 | –   | 3–0 |
| Montevideo Wanderers | 1–2 | 0–0 | 2–1 | –   |

### Grupo 4
| Equipe            | Pts | J | V | E | D | GP | GC | SG |
| ----------------- | --- | - | - | - | - | -- | -- | -- |
| Oriente Petrolero | 7   | 6 | 3 | 1 | 2 | 8  | 8  | 0  |
| Bolívar           | 6   | 6 | 3 | 0 | 3 | 12 | 10 | +2 |
| Cerro Porteño     | 6   | 6 | 2 | 2 | 2 | 6  | 7  | -1 |
| Olimpia           | 5   | 6 | 2 | 1 | 3 | 6  | 7  | -1 |

|                   | OPE | BOL | CPO | OLI |
| ----------------- | --- | --- | --- | --- |
| Oriente Petrolero | –   | 1–3 | 2–2 | 1–0 |
| Bolívar           | 1–2 | –   | 2–0 | 2–0 |
| Cerro Porteño     | 1–0 | 3–2 | –   | 0–0 |
| Olimpia           | 1–2 | 4–2 | 1–0 | –   |

### Grupo 5
| Equipe        | Pts | J | V | E | D | GP | GC | SG |
| ------------- | --- | - | - | - | - | -- | -- | -- |
| Guarani       | 8   | 6 | 3 | 2 | 1 | 9  | 5  | +4 |
| Universitario | 8   | 6 | 2 | 4 | 0 | 5  | 2  | +3 |
| Sport         | 5   | 6 | 2 | 1 | 3 | 7  | 6  | +1 |
| Alianza Lima  | 3   | 6 | 1 | 1 | 4 | 2  | 10 | -8 |

|               | GUA | UNI | SPT | ALI |
| ------------- | --- | --- | --- | --- |
| Guarani       | –   | 1–1 | 4–1 | 1–0 |
| Universitario | 1–1 | –   | 1–0 | 0–0 |
| Sport         | 0–1 | 0–0 | –   | 5–0 |
| Alianza Lima  | 2–1 | 0–2 | 0–1 | –   |

## Segunda fase
| Chave | Equipe 1             | Total       | Equipe 2          | Ida | Volta |
| ----- | -------------------- | ----------- | ----------------- | --- | ----- |
| 1     | Universidad Católica | 1–1 (gf)    | Nacional          | 1–1 | 0–0   |
| 2     | América de Cali      | 3–2         | Universitario     | 1–0 | 2–2   |
| 3     | Oriente Petrolero    | 2–1         | Colo-Colo         | 2–1 | 0–0   |
| 4     | San Lorenzo          | 2–1         | Guarani           | 1–1 | 1–0   |
| 5     | Bolívar              | 1–1 (2–3 p) | Newell's Old Boys | 1–0 | 0–1   |

## Terceira fase
| Chave | Equipe 1              | Total | Equipe 2        | Ida | Volta |
| ----- | --------------------- | ----- | --------------- | --- | ----- |
| 1     | Peñarol               | 0–1   | San Lorenzo     | 0–0 | 0–1   |
| 2     | [A] Newell's Old Boys | 2–3   | Nacional        | 1–1 | 1–2   |
| 3     | Oriente Petrolero     | 1–3   | América de Cali | 1–1 | 0–2   |

### Classificação Geral
| Pos. | Times             | Pts | J | V | E | D | GP | GC | SG |
| ---- | ----------------- | --- | - | - | - | - | -- | -- | -- |
| 1    | América de Cali   | 3   | 2 | 1 | 1 | 0 | 3  | 1  | 2  |
| 2    | Nacional          | 3   | 2 | 1 | 1 | 0 | 3  | 2  | 1  |
| 3    | San Lorenzo       | 3   | 2 | 1 | 1 | 0 | 1  | 0  | 1  |
| 4    | Newell's Old Boys | 1   | 2 | 0 | 1 | 1 | 2  | 3  | –1 |
| 5    | Peñarol           | 1   | 2 | 0 | 1 | 1 | 0  | 1  | –1 |
| 6    | Oriente Petrolero | 1   | 2 | 0 | 1 | 1 | 1  | 3  | –2 |

- a. ^  O Newell's Old Boys também conseguiu se classificar para as semifinais, por ser o melhor perdedor da terceira fase.

## Semifinais
| Chave | Equipe 1          | Total | Equipe 2        | Ida | Volta |
| ----- | ----------------- | ----- | --------------- | --- | ----- |
| 1     | Newell's Old Boys | 3–1   | San Lorenzo     | 1–0 | 2–1   |
| 2     | Nacional          | 2–1   | América de Cali | 1–0 | 1–1   |

## Finais
Jogo de ida
| 19 de outubro | Newell's Old Boys | 1 – 0 | Nacional | Estádio Gigante de Arroyito, Rosário  |
|               | Gabrich 60'       |       |          | Público: 45 000 Árbitro: Hernán Silva |

Newell's Old Boys: Scopini, Llop, Theiler, Pautasso e Martino (Fullana); Sensini, Franco e Alfaro; Rossi, Batistuta e Almiron (Gabrich) Técnico: José Vudica.
Nacional: Sere, Pintos Saldanha, Revelez, De León e Soca; Lemos, Ostolaza e Cardaccio; Castro, Vargas (Carreño) e De Lima. Técnico: Roberto Fleitas
Jogo de volta
| 26 de outubro | Nacional                                      | 3 – 0 | Newell's Old Boys | Estádio Centenário, Montevidéu                |
|               | Vargas 13' · Ostolaza 36' · De León 78' (pen) |       |                   | Público: 79 115 Árbitro: Arnaldo César Coelho |

Nacional: Sere, Pintos Saldanha, Revelez, De León e Soca; Lemos, Ostolaza e Cardaccio; Castro (Morán), Vargas (Carreño) e De Lima. Técnico: Roberto Fleitas
Newell's Old Boys: Scopini, Llop (Ramos), Theiler, Pautasso e Martino; Sensini, Franco e Alfaro (Almiron); Rossi, Gabrich e Batistuta. Técnico: José Vudica

## Premiação
| Libertadores da América de 1988 |
| ------------------------------- |
| NACIONAL Campeão (3º título)    |

## Classificação Geral
| Pos | Times                  | P  | J  | V | E | D | GP | GC | SG | Resultado     |
| --- | ---------------------- | -- | -- | - | - | - | -- | -- | -- | ------------- |
| 1   | Nacional               | 18 | 14 | 6 | 6 | 2 | 17 | 11 | 6  | Campeão       |
| 2   | Newell's Old Boys      | 17 | 14 | 6 | 5 | 3 | 12 | 9  | 3  | Vice campeão  |
| 3   | América de Cali        | 18 | 12 | 7 | 4 | 1 | 17 | 10 | 7  | Semifinal     |
| 4   | San Lorenzo            | 14 | 12 | 5 | 4 | 3 | 10 | 8  | 2  | Semifinal     |
| 5   | Oriente Petrolero      | 11 | 10 | 4 | 3 | 3 | 11 | 12 | -1 | Terceira Fase |
| 6   | Peñarol                | 1  | 2  | 0 | 1 | 1 | 0  | 1  | -1 | Terceira Fase |
| 7   | Universidad Católica   | 12 | 8  | 4 | 4 | 0 | 10 | 5  | 5  | Segunda Fase  |
| 8   | Colo-Colo              | 10 | 8  | 4 | 2 | 2 | 8  | 5  | 3  | Segunda Fase  |
| 9   | Guarani                | 9  | 8  | 3 | 3 | 2 | 10 | 7  | 3  | Segunda Fase  |
| 10  | Universitario          | 9  | 8  | 2 | 5 | 1 | 8  | 5  | 3  | Segunda Fase  |
| 11  | Bolívar                | 8  | 8  | 4 | 0 | 4 | 13 | 11 | 2  | Segunda Fase  |
| 12  | Barcelona de Guayaquil | 7  | 6  | 3 | 1 | 2 | 9  | 8  | +1 | Primeira Fase |
| 13  | Cerro Porteño          | 6  | 6  | 2 | 2 | 2 | 6  | 7  | -1 | Primeira Fase |
| 14  | Sport                  | 5  | 6  | 2 | 1 | 3 | 7  | 6  | +1 | Primeira Fase |
| 15  | Olimpia                | 5  | 6  | 2 | 1 | 3 | 6  | 7  | -1 | Primeira Fase |
| 16  | Millonarios            | 4  | 6  | 2 | 0 | 4 | 14 | 12 | +2 | Primeira Fase |
| 17  | Marítimo               | 3  | 6  | 0 | 3 | 3 | 2  | 5  | -3 | Primeira Fase |
| 18  | Montevideo Wanderers   | 3  | 6  | 1 | 1 | 4 | 3  | 8  | -5 | Primeira Fase |
| 19  | Alianza Lima           | 3  | 6  | 1 | 1 | 4 | 2  | 10 | -8 | Primeira Fase |
| 20  | Deportivo Táchira      | 2  | 6  | 0 | 2 | 4 | 2  | 8  | -6 | Primeira Fase |
| 21  | Filanbanco             | 1  | 6  | 0 | 1 | 5 | 5  | 12 | -7 | Primeira Fase |